# Monticello (Arkansas)
Monticello – miasto w Stanach Zjednoczonych, w stanie Arkansas, w hrabstwie Drew.